# Conestoga Wagon

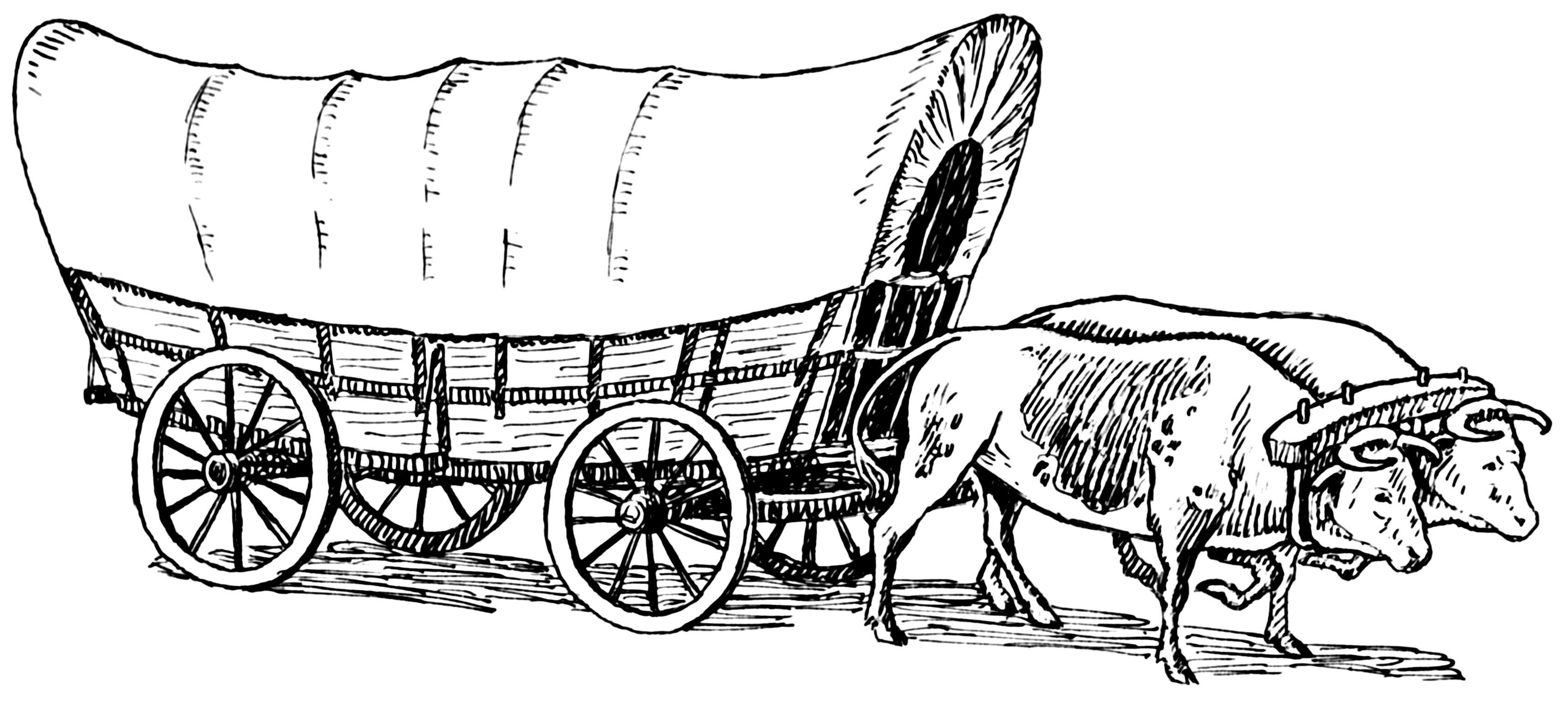
Visão artística da Conestoga Wagon puxada por uma junta de bois.

Conestoga Wagon é a designação popular de um projeto específico de carroça coberta grande e pesada, que foi extensivamente usado durante o final do século XVIII e no século XIX, no leste dos Estados Unidos e Canadá durante a colonização. 

## Características
A Conestoga Wagon era grande o suficiente para transportar cargas de até 6 toneladas (5,4 toneladas métricas) e era puxada por cavalos, mulas ou bois. Foi projetada de forma a impedir que seu conteúdo se movesse quando em movimento e tendo a carroceria bem alta para ajudar a cruzar rios e riachos, embora às vezes vazasse, a menos que fosse calafetada.
A maioria das  carroças cobertas usadas na expansão para o Oeste dos Estados Unidos não eram Conestoga Wagons, mas sim carroças agrícolas comuns equipadas com coberturas de lona, já que os verdadeiros Conestoga Wagons eram pesados demais para as pradarias.

## Galeria
Algumas Conestoga Wagons exibidas em museus